# Кочубей Юрій Миколайович
Ю́рій Микола́йович Кочубе́й (нар. 9 липня 1932, Полтава, Українська РСР, СРСР) — український дипломат, літературознавець, перекладач. Надзвичайний і Повноважний Посол України. Кандидат філологічних наук, член НСПУ.

## Життєпис
Народився 9 липня 1932 року в м. Полтава. 
1955 року закінчив Київський державний університет ім. Т. Г. Шевченка, факультет міжнародних відносин, вивчав арабську мову під керівництвом Т. Г. Кезми.  
З 27 вересня 1957 року працював третім, другим, першим секретарем Міністерства закордонних справ Української РСР. 
1963 року призначений другим, першим секретарем Постійного представництва УРСР при ООН. 
З 1968 року — перший секретар відділу преси МЗС Української РСР при ЮНЕСКО в Парижі.  
У період з червня 1971 до листопаду 1977 рр. – Постійний представник УРСР при ЮНЕСКО. 
З листопаду 1977 року – заступник начальника відділу, начальник відділу міжнародних організацій і членів Колегії МЗС УРСР.    
У період з 1981-1987 рр. призначений заступником Міністра закордонних справ УРСР, голова Комісії УРСР у справах ЮНЕСКО.   
З 1987 до 1990 рр. — заступник Генерального директора ЮНЕСКО в Парижі.  
У період з 1990 до 1992 рр. — заступник Генерального директора, Постійний представник ЮНЕСКО при ООН та Спеціалізованих установ ООН у Женеві;
У період з вересня 1992 до серпня 1997 рр. — Надзвичайний і Повноважний Посол України у Французькій Республіці, Постійний представник України при ЮНЕСКО.
З 1997 року — доцент кафедри дипломатичної та консульської служби Дипломатичної академії України при МЗС України.
З 2007 року —  провідний науковий співробітник Інституту сходознавства ім. А. Ю. Кримського НАН України.
У період з 2000 до 2009 рр. — головний редактор журналу «Східний світ». Член редколегій журналів «Всесвіт», «Діалог», альманаху «Хроніка-2000»; видавництва «Чорне і біле» (м. Лозанна).

## Звання
Кандидат філологічних наук - 1977 р.
Член Національної спілки письменників України (НСПУ) - 1982 р.  
Почесний доктор Дипломатичної академії України при МЗС України - 2007 року. 

## Наукова діяльність
Автор публікацій, присвячених арабській літературі, історії українського сходознавства, українсько-східним зв’язкам.  
Переклади
Юрій Кочубей перекладав твори М. Дервіша, С. аль-Касема, А. Джарека, М. Дакруба, Ю. Ідріса. 
- Махмуд Дервіш — поет і борець // «Всесвіт», 1984, № 6.

Твори
- Марокко. Сучасне і майбутнє - 1960

- Голос гніву і боротьби. Сучасна арабська поезія - 1971

- Україна і Схід. Культурні взаємозв’язки України з народами Близького і Середнього Сходу 1917- 1992: Бібліографічний покажчик - 1998

- Поэзия «свободного стиха» в Ираке (40-е – 70-е гг. ХХ ст.) - 2003
- В. В. Дубровський (1897-1966) як сходознавець, серія "Наукова спадщина сходознавців" - 2011

У співавторстві 
- Орієнтальне мистецтвознавство в Україні в 20-30-х рр. ХХ ст. В. М. Зуммер (1885-1970). Серія "Наукова спадщина сходознавців" (Ю.Кочубей, Е.Г. Циганкова) - 2005
- Агатангел Кримський. Нариси життя і творчості. Серія "Наукова спадщина сходознавців" (відп. ред.: О. Д. Василюк, Ю. М. Кочубей, Е. Г. Циганкова) -  2006
- Іраністика, том 5; Вибрані сходознавчі праці: у 5 томах / А. Ю. Кримський (відповідальний редактор, упорядник: Ю. Кочубей, Т. Маленька) - 2010
- Сходознавство і візантологія в Україні в іменах: біобібліографічний словник (упорядники: Е. Г. Циганкова, Ю. М. Кочубей, О. Д. Василюк) - 2011
- А.Ю. Кримський: бібліографічний покажчик (редколегія: Ю. М. Кочубей (голова) та ін.; упорядники О. Д. Василюк, Ю. М. Кочубей) - 2016

Статті
- Агатангел Кримський // «Всесвіт», 1971, № 1
- Французька орієнталістика: від “примирення релігій” до “діалогу цивілізацій” (Луї Массіньйон – Роже Гароді) // Східний світ, 2007, № 4
- Ізабелла Еберхард (1877–1904) і її творчість у світлі постколоніальних студій // Наукові записки. Київський університет “Східний світ”, 2010, № 1
- З історії французької орієнталістики: Жак Берк (1910–1995) // Східний світ, 2015, № 1 та ін.